# 27. ceremonia wręczenia Independent Spirit Awards
27. ceremonia wręczenia niezależnych nagród Independent Spirit Awards za rok 2011, odbyła się 25 lutego 2012. Ceremonię wręczenia nagród prowadził aktor Seth Rogen.
Nominacje do nagród zostały ogłoszone 29 listopada 2011 przez aktorów, Kate Beckinsale i Anthony’ego Mackie.
Tegorocznie najwięcej nominacji otrzymały dwa filmy − Take Shelter Jeffa Nicholsa oraz Artysta w reżyserii Michela Hazanaviciusa. Oba filmy nominowane zostały w pięciu kategoriach. O cztery nagrody rywalizują cztery filmy: Drive, Debiutanci, Spadkobiercy oraz Martha Marcy May Marlene.

## Laureaci nagród i nominowani
Laureaci nagród wyróżnieni są wytłuszczeniem

### Najlepszy film niezależny
- Thomas Langmann − Artysta
  - Evan Goldberg, Ben Karlin i Seth Rogen − 50/50
  - Miranda de Pencier, Lars Knudsen, Leslie Urdang, Dean Vanech i Jay Van Hoy − Debiutanci
  - Michel Litvak, John Palermo, Marc Platt, Gigi Pritzker i Adam Siegel − Drive
  - Tyler Davidson i Sophia Lin − Take Shelter
  - Jim Burke, Alexander Payne i Jim Taylor − Spadkobiercy

### Najlepszy film zagraniczny
- Rozstanie, reż. Asghar Farhadi
  - // Chłopiec na rowerze, reż. Jean-Pierre i Luc Dardenne
  - /// Melancholia, reż. Lars von Trier
  -  Wstyd, reż. Steve McQueen
  -  Tyranozaur, reż. Paddy Considine

### Najlepszy reżyser
- Michel Hazanavicius − Artysta
  - Mike Mills − Debiutanci
  - Jeff Nichols − Take Shelter
  - Alexander Payne − Spadkobiercy
  - Nicolas Winding Refn − Drive

### Najlepszy scenariusz
- Alexander Payne, Nat Faxon i Jim Rash − Spadkobiercy
  - Josef Cedar − Przypis
  - Michel Hazanavicius − Artysta
  - Tom McCarthy − Wszyscy wygrywają
  - Mike Mills − Debiutanci

### Najlepsza główna rola żeńska
- Michelle Williams − Mój tydzień z Marilyn
  - Lauren Ambrose − Think of Me
  - Rachael Harris − Selekcja naturalna
  - Adepero Oduye − Pariah
  - Elizabeth Olsen − Martha Marcy May Marlene

### Najlepsza główna rola męska
- Jean Dujardin − Artysta
  - Demián Bichir − Lepsze życie
  - Ryan Gosling − Drive
  - Woody Harrelson − Brudny glina
  - Michael Shannon − Take Shelter

### Najlepsza drugoplanowa rola żeńska
- Shailene Woodley − Spadkobiercy
  - Jessica Chastain − Take Shelter
  - Anjelica Huston − 50/50
  - Janet McTeer − Albert Nobbs
  - Harmony Santana − Gun Hill Road

### Najlepsza drugoplanowa rola męska
- Christopher Plummer − Debiutanci
  - Albert Brooks − Drive
  - John Hawkes − Martha Marcy May Marlene
  - John C. Reilly − Cedar Rapids
  - Corey Stoll − O północy w Paryżu

### Najlepszy debiut
(Nagroda dla reżysera i producenta)

Reżyser / Producent − Tytuł filmu
- J.C. Chandor / Robert Ogden Barnum, Michael Benaroya, Neal Dodson, Joe Jenckes, Corey Moosa, Zachary Quinto − Chciwość
  - Mike Cahill / Mike Cahill, Hunter Gray, Brit Marling i Nicholas Shumaker − Druga Ziemia
  - Patrick Wang / Robert Tonino, Andrew van den Houten i Patrick Wang − In the Family
  - Sean Durkin / Antonio Campos, Patrick Cunningham, Chris Maybach i Josh Mond − Martha Marcy May Marlene
  - Robbie Pickering / Brion Hambel i Paul Jensen − Selekcja naturalna

### Najlepszy debiutancki scenariusz
- Will Reiser − 50/50
  - Mike Cahill i Brit Marling − Druga Ziemia
  - J.C. Chandor − Chciwość
  - Patrick DeWitt − Terri
  - Phil Johnston − Cedar Rapids

### Najlepsze zdjęcia
- Guillaume Schiffman − Artysta
  - Joel Hodge − Bellflower
  - Benjamin Kasulke − The Off Hours
  - Darius Khondji − O północy w Paryżu
  - Jeddrey Waldron − The Dynamiter

### Najlepszy dokument
(Nagroda dla reżysera i producenta)

Reżyser / Producent − Tytuł filmu
- Steve James / Alex Kotlowitz − The Interrupters
  - Jarreth Merz − An African Election
  - Richard Press / Philip Gefter − Bill Cunningham New York
  - Eric Strauss i Daniele Anastasion − The Redemption of General Butt Naked
  - David Weissman − We Were Here

### Nagroda Johna Cassavetesa
(przyznawana filmowi zrealizowanemu za mniej niż pięćset tysięcy dolarów)

Reżyser / Scenarzysta / Producent − Tytuł filmu
- Dee Rees / Nekisa Cooper − Pariah
  - Evan Glodell / Vincent Grashaw − Bellflower
  - Maryam Keshavarz / Karin Chien i Melissa Lee − Circumstance
  - Adam Reid − Samotnicy
  - Matthew Gordon / Brad Inglesby / Kevin Abrams, Merilee Holt, Art Jones, Mike Jones, Nate Tuck i Amile Wilson − The Dynamiter

### Nagroda Roberta Altmana
(dla reżysera, reżysera castingu i zespołu aktorskiego)
- Chciwość

Reżyser: J.C. Chandor
Reżyser castingu: Tiffany Little Canfield i Bernard Telsey
Obsada: Penn Badgley, Simon Baker, Paul Bettany, Jeremy Irons, Mary McDonnell, Demi Moore, Zachary Quinto, Kevin Spacey i Stanley Tucci

### Nagroda producentów „Piaget”
(15. rozdanie nagrody producentów dla wschodzących producentów, którzy, pomimo bardzo ograniczonych zasobów, wykazali kreatywność, wytrwałość i wizję niezbędną do produkcji niezależnych filmów wysokiej jakości.
Nagroda obejmuje 25,000 dolarów ufundowanych przez sponsora Piaget)

(Producent − Film)
- Sophia Lynn − Take Shelter
  - Chad Burris − Mosquito y Mari
  - Josh Bond − Martha Marcy May Marlene

Wyboru nominacji dokonał komitet w składzie
- Brian Udovich (przewodniczący), Anish Savjani, Lynette Howell, Amy Kaufman

### Nagroda „Ktoś do pilnowania”
(18. rozdanie nagrody „Ktoś do pilnowania”; nagroda przyznana zostaje utalentowanemu reżyserowi z wizją, który nie otrzymał jeszcze odpowiedniego uznania. Nagroda obejmuje 25.000 dolarów)

(Reżyser − Film)
- Mark Jackson − Without
  - Simon Arthur − Złotouści
  - Nicholas Ozeki − Mamitas

Wyboru nominacji dokonał komitet w składzie
- Alison Dickey (przewodnicząca), Jay Duplass, Lisa Kennedy, Daniel Stamm, James Faust

### Nagroda „Prawdziwsze od fikcji”
(17. rozdanie nagrody „Prawdziwsze od fikcji”; nagroda przyznana została wschodzącemu reżyserowi filmu non-fiction, który jeszcze nie otrzymał uznania. Nagroda obejmuje 25.000 dolarów)

(Reżyser − Film)
- Heather Courtney − Where Soldiers Come From
  - Danfung Dennis − Hell and Back Again
  - Alma Har'el − Bombay Beach

Wyboru nominacji dokonał komitet w składzie
- Wesley Morris (przewodniczący), Ava DuVernay, Laura Poitras, PJ Raval, Laura Thielen